# Poesie album
|  | Denne artikel er oprettet af botten PalnaBot ud fra en ekstern database. Den kan derfor have sproglige fejl eller mangler. Denne skabelon kan fjernes efter kontrol af indholdet. |

Poesie album er en eksperimentalfilm fra 1994 instrueret af Pernille Fischer Christensen efter manuskript af Pernille Fischer Christensen.

## Handling
En lyrisk fortælling bygget over en 8-årig piges poesibog. Hendes tanker om at blive voksen, forestillinger om seksualitet og om livet i det hele taget. Gennem en blanding af 16mm S/H, Super-8 S/H og animationsfilm skabes et univers.